# 진지 (불교)
진지(盡智, 산스크리트어: ksaya-jñāna, 팔리어: khaya-ñāna)는 다음의 분류, 그룹 또는 체계의 한 요소이다.
- 모든 지혜를 유루지(有漏智)와 무루지(無漏智)로 구분할 때, 무루지에 속한다.
- 진지(盡智)와 무생지(無生智)의 2지(二智) 가운데 하나이다.
- 10지(十智) 가운데 하나이다.
- 고타마 붓다가 설한 5온(五蘊)의 법체계에서 행온(行蘊)에 속한다.
- 고타마 붓다가 설한 12처(十二處)의 법체계에서 법처(法處)에 속한다.
- 고타마 붓다가 설한 18계(十八界)의 법체계에서 법계(法界)에 속한다.
- 부파불교의 설일체유부의 5위 75법의 법체계에서 심소법(心所法: 46가지) 중 대지법(大地法: 10가지) 가운데 하나인 혜(慧)에 속한다.
- 대승불교의 유식유가행파와 법상종의 5위 100법의 법체계에서 심소법(心所法: 51가지) 중 별경심소(別境心所: 5가지) 가운데 하나인 혜(慧)에 속한다.

진지는 존재하는 모든 지(智) 즉 유루지(有漏智)와 무루지(無漏智) 전체를 그 성격에 따라 10가지로 나눈 세속지(世俗智) · 법지(法智) · 유지(類智) · 고지(苦智) · 집지(集智) · 멸지(滅智) · 도지(道智) · 타심지(他心智) · 진지(盡智) · 무생지(無生智)의 10지(十智) 가운데 하나이다.
《품류족론》과 《구사론》에 따르면 진지는 다음과 같이 정의된다.
自遍知。我已知苦。我已斷集。我已證滅。我已修道。由此而起。智見明覺。解慧光觀。皆名盡智。

"나는 이미 괴로움을 알았다[我已知苦]. 나는 이미 괴로움의 원인을 끊었다[我已斷集]. 나는 이미 괴로움의 소멸을 증득하였다[我已證滅]. 나는 이미 괴로움의 소멸에 이르는 길을 닦았다[我已修道]."라고 스스로 두루 알아서[遍知], 이러한 변지(遍知, 산스크리트어: parijñā)의 상태로부터 일어나는 지(智) · 견(見) · 명(明) · 각(覺) · 해(解) · 혜(慧) · 광(光) · 관(觀)을 모두 통칭하여 진지라 한다. (참고: 혜의 8가지 다른 이름)

진지는 무생지(無生智)와 함께 유정지(有頂地), 즉 3계 9지 중 가장 최상위의 지(地)인 비상비비상처지(非想非非想處地)에서 획득되는 무루지로, 유정지의 온(蘊)을 관찰하여 생겨나는 4성제에 대한 지혜이다.
진지는 무학위(無學位)의 성자의 지위, 즉 아라한의 지위에서 득(得)하는 지혜로, 모든 번뇌에 대해 누진(漏盡)의 상태를 득(得)할 때 즉 모든 번뇌가 끊어질 때 이와 동시에 일어나는 무루지(無漏智)이다.
보광(普光)의 《구사론기(俱舍論記)》 제26권에 따르면, 위의 정의에서 언급된 8혜(八慧) 즉 혜의 8가지 다른 이름의 의미는 다음과 같다.
1. 지(智): 결단(決斷) 또는 중지(重知: 거듭하여 앎)
2. 견(見): 추구(推求) 또는 현조(現照)
3. 명(明): 조명(照明)
4. 각(覺): 각오(覺悟)
5. 해(解): 달해(達解)
6. 혜(慧): 간택(簡擇)
7. 광(光): 혜광(慧光)
8. 관(觀): 관찰(觀察)

## 참고 문헌
- 곽철환 (2003). 《시공 불교사전》. 시공사 / 네이버 지식백과. |title=에 외부 링크가 있음 (도움말)
- 세우 지음, 현장 한역, 송성수 번역 (K.949, T.1542). 《아비달마품류족론》. 한글대장경 검색시스템 - 전자불전연구소 / 동국역경원. K.949(25-149), T.1542(26-692). |title=에 외부 링크가 있음 (도움말)
- 세친 지음, 현장 한역, 권오민 번역 (K.955, T.1558). 《아비달마구사론》. 한글대장경 검색시스템 - 전자불전연구소 / 동국역경원. K.955(27-453), T.1558(29-1). |title=에 외부 링크가 있음 (도움말)
- 운허.  동국역경원 편집, 편집. 《불교 사전》. |title=에 외부 링크가 있음 (도움말)
- (중국어) 보광 술 (T.1821). 《구사론기(俱舍論記)》. 대정신수대장경. T41, No. 1821, CBETA. |title=에 외부 링크가 있음 (도움말)
- (중국어) 星雲. 《佛光大辭典(불광대사전)》 3판. |title=에 외부 링크가 있음 (도움말)
- (중국어) 세우 조, 현장 한역 (T.1542). 《아비달마품류족론(阿毘達磨品類足論)》. 대정신수대장경. T26, No. 1542, CBETA. |title=에 외부 링크가 있음 (도움말)
- (중국어) 세친 조, 현장 한역 (T.1558). 《아비달마구사론(阿毘達磨俱舍論)》. 대정신수대장경. T29, No. 1558, CBETA. |title=에 외부 링크가 있음 (도움말)